# Stefan Olsdal
Stefan Alexander Bo Olsdal (Gotemburgo, 31 de marzo de 1974) es un músico sueco conocido por ser el bajista de la banda de rock Placebo.

## Biografía
Su primera experiencia musical se remonta a 1987, cuando tocaba la batería en la orquesta de su escuela. En su adolescencia escuchaba grupos de heavy metal por lo que se compró un bajo Fender Precision, como el que tocaba Steve Harris de Iron Maiden.
Tras vivir en Luxemburgo, regresó a Suecia para continuar el instituto hasta que su familia se trasladó a Londres, donde comenzó a estudiar guitarra en el Musicians Institute del East End. Fue en una estación de metro londinense donde se encontró con un chico que había ido a su misma escuela de Luxemburgo, Brian Molko. Él por entonces era aficionado al baloncesto, mientras que Molko asistía al taller de teatro de dicho establecimiento. 
De este encuentro casual, que bien podría haber quedado en anécdota, surgió una estrecha amistad que les llevó a formar Ashtray Heart: la semilla que se convertiría, al poco tiempo, en Placebo.
Además de Placebo, trabaja en un proyecto de música electrónica: Hotel Persona, con el músico español David Amén.

## Colaboraciones
- 2015: La Chica de los Ojos Dorados (LP) de Lantalba: productor, músico y mixing.[1]
- 2013: El Encanto (EP) de Lantalba): músico y mixing.[2]
- 2013: La noche de los muertos vivientes (single) de Lantana (cantante): productor, músico, mixing y mastering.[3]
- 2007: Siempre - Hotel Persona (remix) de Lantana (cantante): remixer.[4]

- Datos: Q342686
- Multimedia: Stefan Olsdal / Q342686